# Meteor V12 spécial
Pour les articles homonymes, voir Meteor.
La Meteor V12 spécial est une voiture de sport prototype unique de 2001, à moteur V12 Rolls-Royce Meteor (en) de char d'assaut Centurion de la Seconde Guerre mondiale.

## Historique

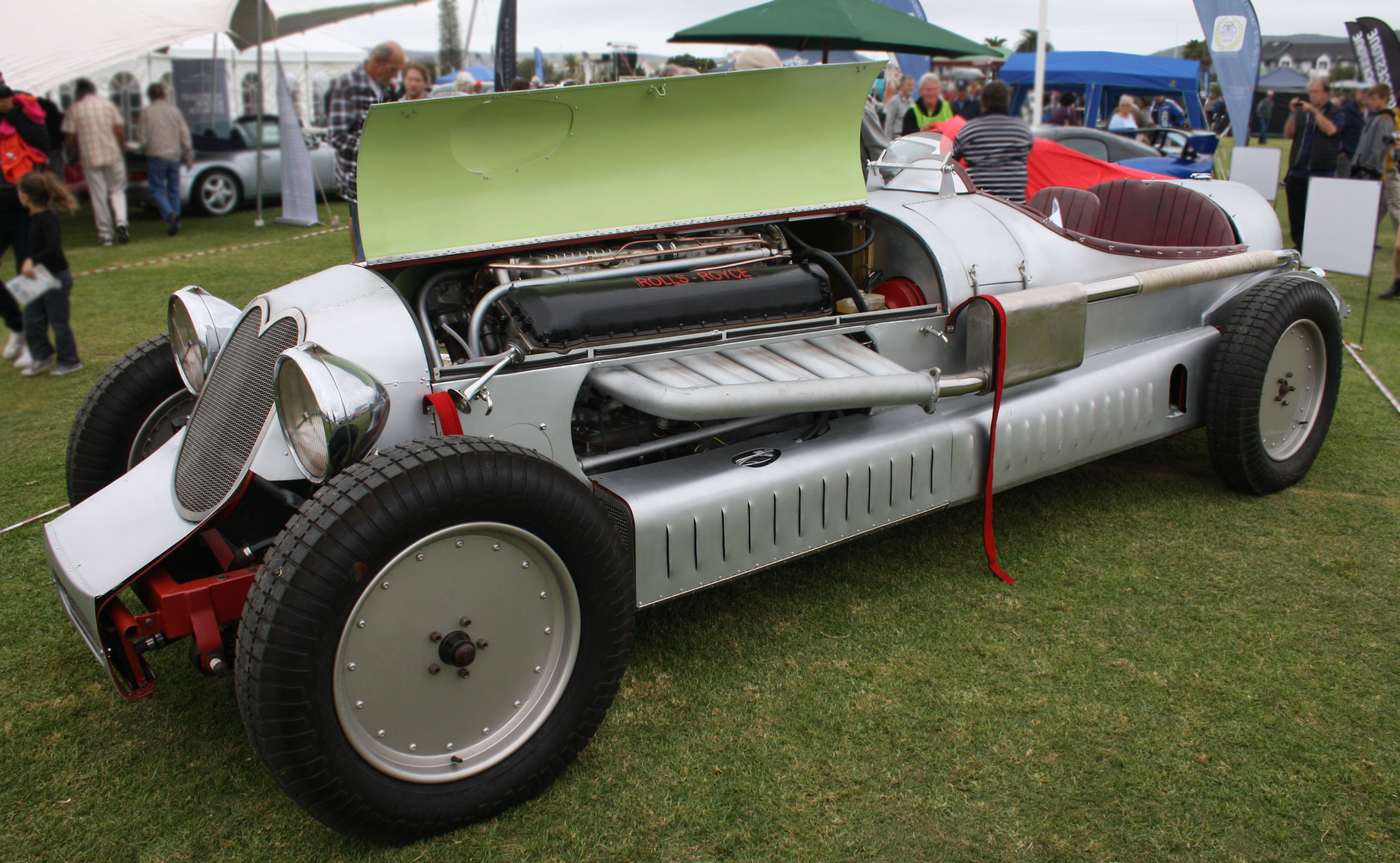
.

Variante entre autres des Bentley Thunderbolt, Napier-Railton, Napier-Bentley, ou Packard-Bentley... ce véhicule prototype unique est conçu en 2001 par un collectionneur britannique, originaire d'Afrique du Sud, avec une carrosserie expérimentale au design néo-rétro inspiré des fuselages légers en aluminium d'avion de chasse de la Seconde Guerre mondiale et des hot rods vintages de la Kustom Kulture,.  
Ce prototype est motorisé par un moteur V12 Rolls-Royce Meteor (en) de char d'assaut Centurion de la Seconde Guerre mondiale, de 27 litres de cylindrée pour 631 ch (version non suralimentée du moteur d'avion Rolls-Royce Merlin utilisé entre autres sur des chasseurs britanniques et américains Supermarine Spitfire, North American P-51 Mustang, ou encore Republic P-47 Thunderbolt de la Seconde Guerre mondiale),.

## Voiture de collection
À l'image de ses nombreuses variantes de voitures à moteur d'avion, telles que BMW Brutus (1917), Napier-Campbell Blue Bird (1927), Napier-Railton (1933), Napier-Bentley (1968), Bentley Thunderbolt, ou encore Packard-Bentley, cette Meteor V12 spécial participe à de nombreuses expositions ou courses de voitures historiques. La voiture est mise en vente aux enchères en 2021 pour 150 à 200 000 $.